# جشن‌های ارمنی
ارمنیان جشن‌های بسیاری دارند که بعضی جشن‌های مذهبی و بعضی دیگر، جشن‌های باستانی است.

## جشن دِرِندِز (آتش افروزی)
جشن دِرِندِز (آتش افروزی) از جشن‌های ویژهٔ تیره‌های هندواروپایی بوده که ایرانیان آن را جشن سده و ارمنیان، درندز می‌نامند. در ارمنستان باستان، برای آتش صفات زنانه و برای آب، فروزه‌های مردانه قائل بودند. این جشن در ایران از زمان مادها تا پایان دورهٔ صفوی برگزار می‌شد. این جشن در روز سیزدهم فوریه، مصادف با بیست‌وچهارم بهمن‌ماه برگزار می‌شود. در این روز، ارمنیان به کلیسا می‌روند. مقام روحانی، پس از به‌جای‌آوردن مراسم مذهبی ویژهٔ آن روز، شمع روشنی را از محراب کلیسا برداشته و به محوطه حیات کلیسا می‌رود و با آن شمع، بوته‌هایی که برای آتش افروزی گردآمده، می‌افروزد. پس از مراسم آتش بازی و هنگام ترک کلیسا، هر کس شمع یا اخگردانی (مشعلی) را که با آتش صحن کلیسا روشن شده، به عنوان تبرک به منزل می‌برد.

## جشن باریگِندان (برغندان)
از جمله جشن‌های بسیار کهن دو ملت ایرانی و ارمنی، جشن باریگندان ارمنی یا برغندان ایرانی است که شیوهٔ برگزاری آن، میان دو تیره دارای همانندی‌های بسیاری است. برپایی این جشن و سرور پیش از ایام روزه بزرگ، بیانگر شادی و خرسندی دو قوم از فرا رسیدن روزهای روزه بوده‌است.
معنی واژه باریگندان در ارمنی، شادمانی است. این جشن از جشن‌های پیش از پذیرش مسیحیت بوده و  هم‌زمان با جشن ناواسارد برگزار می‌شد. از ویژگی‌های برجستهٔ این جشن، برابری کامل در آن روز میان قشرها و لایه‌های جامعه و آزادی انتقاد از بزرگان و توانگران بود.
در روز باریگندان، معمولاً سفرهٔ شام رنگین‌تر و مفصل‌تر از شب‌های عادی است. از جمله عادات دیگر این روز، استفاده از نقاب و برگزاری شب‌نشینی با نقاب می‌باشد.

## جشن ناواسارد
نخستین ماه سال در گاه شماری ارمنستان باستان، ناواسارد نام داشت که به‌معنی سال نو است. در نخستین روز ماه ناواسارد، جشن باشکوهی برپا می‌شد و همهٔ مردم در این جشن شرکت می‌کردند. در روز عید، پیکارهای ورزشی مانند دو، اسب سواری و ارابه‌رانی برگزار می‌شد. پهلوانان، زورآزمایی می‌کردند و نوازندگان، تازه‌ترین آهنگ‌های خود را می‌نواختند. برخی نیز به کبوترپرانی سرگرم می‌شدند. در روز جشن، مردم با انواع چهره‌پوش‌ها روی خود را می‌پوشاندند چرا که ارمنیان باستان بر این باور بودند که نقاب، ارواح پلید را گریزان می‌کند.
امروزه، جشن ناواسارد در جوامع ارمنی، روز یازدهم اگوست برگزار می‌شود. در این جشن، تیم‌های ورزشی ارمنیان در یکی از کشورها گرد هم آمده و با یکدیگر به رقابت می‌پردازند و برندگان مسابقات، پیروزمندان ناواسارد خوانده می‌شوند. در چند سال اخیر، مسابقات ورزش ناواسارد در جمهوری ارمنستان برگزار می‌شود.
در پایان بایستی یادآور شد که جشن ناواسارد، بر پایهٔ بسیاری از منابع موجود، دارای اصل و ریشهٔ ایرانی است و مترادف با نوسرد است که از جمله کهن‌ترین اعیاد ایرانی بوده که در روزگار مادها برگزار می‌شده ولیکن امروزه به فراموشی سپرده شده‌است.

## جشن وارداوار (آب‌پاشان)
این جشن از قدیمی‌ترین جشن‌های ارمنیان محسوب می‌شود که در میان ایرانیان، به عید آب پاشی ارمنیان شهرت دارد. ارمنیان در این روز به یکدیگر آب می‌پاشیدند، کبوترپرانی می‌کردند و مسابقات ورزشی ترتیب می‌دادند. بیشتر پژوهش‌گرانی که در زمینهٔ اعیاد ارمنیان پیش از مسیحیت پژوهش می‌کنند، این جشن را مربوط به الههٔ آستغیگ و الههٔ آناهید می‌دانند. به‌موجب افسانه‌های ارمنی، آستغیگ، الههٔ زیبایی، باروری و حاصل‌خیزی بود و برگزاری این جشن در فصل تابستان، به‌منظور طلب باران و برکت بوده‌است. جشن آب‌پاشی از جشن‌های خاص اقوام آریایی است و ارتباطی با دین خاصی ندارد ولی ارمنیان، از سدهٔ چهارم میلادی، پیرایه‌هایی مذهبی برای آن فراهم کردند. اکنون، جشن وارداوار به عنوان یکی از اعیاد مسیحیت، نود و هشت روز پس از عید پاک، بین بیست و هشتم ماه ژوئن تا اول ماه اگوست برگزار می‌شود.
این جشن در ایران از زمان مادها تا پایان دورهٔ صفوی برگزار می‌شد.

## پیوندها
ارمنستان